# Едгар Рамирес
Едгар Филиберто Рамирес Арелано (на испански: Édgar Ramírez, испанско произношение: [ˈeðɣaɾ raˈmiɾes]) е венецуелски актьор.

## Биография
Едгар Рамирес е роден на 25 март 1977 г. в Сан Кристобал, Венецуела.
Бивш журналист в ресор политика с амбиции да учи за дипломат, Рамирес попада в киното случайно, участвайки в студентски филми на свои приятели.